# مجموعه آب انبارهای موزه
مجموعه آب انبارهای موزه مربوط به دوره صفوی ـ اوایل دوره قاجار است و در بندرعباس، پاسداران، جنب اداره کل ارشاد اسلامی واقع شده و این اثر در تاریخ ۷ خرداد ۱۳۵۴ با شمارهٔ ثبت ۱۰۷۴ به‌عنوان یکی از آثار ملی ایران به ثبت رسیده است.